# Maďarské demokratické fórum
Maďarské demokratické fórum, zkráceně MDF, (maďarsky: Magyar Demokrata Fórum), byla pravicová politická strana v Maďarsku, která zvítězila v prvních svobodných volbách roku 1990.
Po neúspěchu ve volbách 2010 byla nejsilnější mimoparlamentní stranou. Dne 8. dubna 2011 se přejmenovala na Jólét és Szabadság Demokrata Közösség.

## Historie
MDF bylo založeno, jako první opoziční strana vůči vládnoucí komunistické MSZMP, již 27. září 1987 v Lakiteleku. A stalo se jedním z nejvýznamnějších hnacích motorů pádu komunismu v Maďarsku. Navíc již v prvních dobách svého působení mělo kontakty na česká protikomunistická hnutí.
Strana zvítězila v prvních svobodných volbách 1990, kdy získala 164 mandátů a utvořila vládu s FKgP a KDNP. Premiérem se stal tehdejší předseda MDF József Antall. V dalších volbách 1994 však drtivě zvítězila levicová MSZP. MDF se se svými 38 mandáty přesunulo do opozice.
Ve volbách 1998 se strana málem nedostala do parlamentu, jelikož v prvním kole nepřekročila povinnou hranici 5 %, získala jen 3,12 %. Ale přesto v parlamentu zastoupena byla, získala totiž 17 křesel v rámci Fidesz. Pro volbami 2002 MDF uzavřelo se stranou Fidesz-MPP koaliční dohodu o společných kandidátkách, a získali tak 188 mandátů (MDF 24, Fidesz 164). Staly se sice vítězi voleb, ale již nestačily na koalici stran MSZP a SZDSZ, které získaly většinu a sestavily tak vládu.
Ve volbách do EP 2004 dostalo MDF jen 5,34% hlasů a získalo tak jeden mandát. Pro parlamentní volby 2006 kandidovalo MDF samostatně a v prvním kole získalo jen 5,04% hlasů, což je těsně nad 5% hranicí pro vstup do parlamentu. Jelikož vládní koalici opět utvořily MSZP a SZDSZ byla strana v opozici. Ve volbách do EP 2009 získalo MDF 5,31% hlasů a obhájilo tak své jedno křeslo v EP, které obsadil lídr kandidátky Lajos Bokros.

### Volby 2010
Pro parlamentní volby 2010 uzavřelo MDF poněkud kontroverzní volební spolupráci s liberálním SZDSZ, které však v posledních letech ztratilo veškerou popularitu, především díky svým vládním koalicím s levicovou MSZP v letech 1994-1998 a 2002-2008. Republikovou kandidátku MDF (na níž jsou i členové SZDSZ, například tehdejší předseda strany Attila Retkes) vedla jeho dlouholetá předsedkyně Ibolya Dávid. Kandidátem na post premiéra byl jediný europoslanec Lajos Bokros. Podle tehdejších průzkumů by strana mohla získat maximálně 5% hlasů a pohybovala se tak těsně na hranici vstupu do parlamentu.
V prvním kole voleb, které proběhlo 11. dubna 2010, však MDF získalo pouze 136 895 hlasů což je 2,67%. Nepřesáhlo tak 5% hranici a nepostoupilo do druhého kola. Stalo se tak poprvé od roku 1990 kdy strana nezískala žádný mandát, přitom před 20 lety se jednalo o nejsilnější politickou stranu, která dokonce zvítězila v prvních svobodných volbách roku 1990. V reakci na volební neúspěch ihned rezignovala dlouholetá předsedkyně strany Ibolya Dávidová. MDF se stalo nejsilnější mimoparlamentní stranou.

### Zánik a nástupce
Nové vedení strany rozhodlo o změně názvu. Od 12. prosince 2010 strana začala používat název Jólét és Szabadság (JeSz). Na schůzi delegátů v březnu 2011 bylo rozhodnuto o další změně názvu. Strana se tak dne 8. dubna 2011 definitivně přejmenovala na Jólét és Szabadság Demokrata Közösség, zkráceně JESZ.

## Předsedové strany
- Zoltán Bíró[5] (Výkonný předseda - 27. září 1987 – 21. říjen 1989)
- József Antall (21. říjen 1989 - † 12. prosinec 1993, oficiálně však až do 19. února 1994)
- Lajos Für (19. únor 1994 – 2. březen 1996)
- Sándor Lezsák (2. březen 1996 - 30. leden 1999)
- Ibolya Dávidová (30. leden 1999 - 11. duben 2010)
- Károly Herényi (11. duben 2010 - 20. červen 2010)
- Zsolt Makay (20. červen 2010 - 8. duben 2011)

## Volební výsledky

### Volby do Národního shromáždění
| Volby | I. kolo     | I. kolo   | II. kolo    | II. kolo  | Počet mandátů | Mandáty v % | Úloha v parlamentu |
| Volby | Počet hlasů | Hlasy v % | Počet hlasů | Hlasy v % | Počet mandátů | Mandáty v % | Úloha v parlamentu |
| ----- | ----------- | --------- | ----------- | --------- | ------------- | ----------- | ------------------ |
| 1990  | 1 213 825   | 24,72%    | 1 406 2691  | 41,24%1   | 164           | 42,49%      | Vláda              |
| 1994  | 649 966     | 12,03%    | 639 866     | 14,93%    | 38            | 9,84%       | Opozice            |
| 1998  | 139 934     | 3,12%     | —           | —         | 172           | 4,40%2      | Vláda2             |
| 20023 | 2 306 763   | 41,07%    | 2 196 524   | 49,97%3   | 243           | 6,22%3      | Opozice            |
| 2006  | 272 831     | 5,04%     | 16 355      | 0,50%     | 11            | 2,85%       | Opozice            |
| 2010  | 136 895     | 2,67%     | —           | —         | —             | —           | Mimo parlament     |

1: Prospěch z velkého počtu zaostalých.

2: Společná kandidátka Fidesz-MDF. Po volbách byla vytvořena nezávislá parlamentní frakce MDF s 17 poslanci.

3: Společná kandidátka Fidesz-MDF. Po volbách byla vytvořena nezávislá parlamentní frakce MDF s 24 poslanci..

### Volby do Evropského parlamentu
| Volby | Počet hlasů | Hlasy v % | Počet mandátů | Politická skupina EP                                 | Evropská strana                                      |
| ----- | ----------- | --------- | ------------- | ---------------------------------------------------- | ---------------------------------------------------- |
| 2004  | 164 025     | 5,34%     | 1             | Evropská lidová strana - Evropští demokraté (EPP-ED) | Evropská lidová strana (EPP)                         |
| 2009  | 153 660     | 5,31%     | 1             | Evropští konzervativci a reformisté (ECR)            | Aliance evropských konzervativců a reformistů (AECR) |